# ガンキャノン
ガンキャノン (GUNCANNON) は、「ガンダムシリーズ」に登場する架空の兵器。有人操縦式の人型機動兵器「モビルスーツ （MS）」のひとつ。初出は、1979年放送のテレビアニメ『機動戦士ガンダム』。
作中の軍事勢力のひとつである地球連邦軍の試作機。両肩のキャノン砲と赤い重装甲が特徴の中距離砲撃用MSで、ガンダムやガンタンクとは腹部のコクピットとなるコア・ブロックを共通とする。主人公アムロ・レイが所属するホワイトベース隊に配備され、おもにカイ・シデンが搭乗するが、アムロがガンダムの代わりに一時的に搭乗する場面もある。また、劇場版第3作ではハヤト・コバヤシもガンタンクから乗り換えるように変更された。
本記事では、外伝作品などに登場するバリエーション機についても解説する。

## デザイン
メカニックデザインは大河原邦男による。ただしバリエーション機などについては、大河原のデザインをもとにほかのデザイナーが担当している場合もある。また、のちのガンダムシリーズにも本機のように肩（右肩のみの場合が多い）にキャノン砲を装備したMSが数多く登場している。
『機動戦士ガンダム』の企画案『フリーダム・ファイター』は、スポンサーの要請で当初予定していなかったロボットを登場させる方針に変更された。これを受けて、1978年9月に大河原が用途別にデザインした3体のロボットのうち「重砲兵型機動歩兵」が本機の原案となるが、この時点で（携行武装のビーム・ライフルも含め）すでに決定稿と大差ないデザインであった。また、企画段階では本機が主役機になる予定だったとする文献もある。

## 設定解説
一年戦争のV作戦により開発されたRXシリーズの1機で、同じRXシリーズであるガンダムやガンタンクと共通規格のコア・ブロック・システムが採用されている。
地球連邦軍初のMSガンタンクは、次世代の主力戦車 (MBT) として開発が進められていたRTX-44を急遽転用したものであったため、MSとしては機動性が低く種々の問題を抱えるであろうことは明らかであった。このため、続くこの機体では、ガンタンクにおいて発生した機動性の問題を解決すべく二足歩行型として開発に着手した。このとき、地球連邦軍では二足歩行型試作ロボット「RXM-1」が開発されていたため、このデータを基に開発が進められた。
本機は装甲材にルナ・チタニウム合金が採用されており、これは後にガンダムにも採用された。ガンダムと比較して運動性よりも装甲厚を重視した設計となっている。そのため、シールドは必要としない。その機体強度は公国軍のMSの5 - 6倍とされる。RX-78と比較して簡素な印象となる頭部は砲撃戦のため、より複雑化したセンサーが導入されている。このゴーグル型ツインアイ構造は、後にRGM-79ジムに引き継がれた。
その走破性や機動性は重力下での運用に耐用するレベルのものである。ガンダムと比較して重量増となったものの、背部ランドセルに装備されたスラスターにより、ジャンプやごく短時間の飛行は可能としている。また、運用構想において、白兵戦用のガンダムや長距離支援用のガンタンクと連携して中距離からの援護砲撃を行う運用を前提としたため、運動性の低下から近接戦闘用のビーム・サーベルは装備していない。コア・ブロック・システムの採用と相まって、ザクの4倍はコストがかかっているといわれている。
こうして完成したガンキャノンは、ジオン公国軍のMSと比べても引けを取らないものとなり、初期試作型のRX-77-1に続いてRX-77-2として本機が6機製作され、そのうち3機がテストのためにサイド7へ送られた。その後、テスト中にジオン公国軍の強襲を受けて2機が破壊され、残った1機がホワイトベースで運用されることとなった。
ガンキャノン以降、肩に固定武装の中距離支援火器を取り付けるというアイデアは後々まで生き続け、直系のバリエーションの機体以外にも、ガンキャノン・ディテクターやGキャノンなど、類似コンセプトの機体が後に登場する。

### 武装・装備
240mm低反動キャノン砲
両肩に装備された砲。ビームではなく炸薬によって実体弾を発射する。低反動砲となっており、砲身周囲の水冷ジャケットによってザクマシンガンに匹敵する連射性能を誇る。装弾数は40発前後。
12連装ロケット弾ポッド / スプレーミサイルランチャー
低反動キャノン砲と入れ替えで両肩部に装備される。キャノン砲のオプションで、砲撃よりも弾幕の形成に有効な兵装。試作段階まで進んだ装備で、接近戦において使用されるものだが、実用化に至らなかった。
ビーム・ライフル
型式番号：XBR-M-79a / XBR-79a
開発はボウワ社による。装弾数は1チャージ当たり16発。
史上初の実用型ビーム・ライフルともいわれるが、ガンダム用が制式採用されたあとに開発されたとする資料もある。当初はジム用のものとして開発が進められるが、省電力エネルギーCAPの開発が遅れ、トリクル・チャージが必要となることが開発途上で明らかとなり、仕様を変更して本機専用となる。ただし、本機も当初はジェネレーター出力の問題からビーム・ライフルの装備が見送られるが、実用直前にルナツーで熱核反応炉を改修することで使用可能になったといわれる。
デバイスにはXBR-Lタイプを使用し、取り回しに難があるものの延伸化したIフィールド・チョーク（バレル内の加速リングと収束リングの総称）の装備により遠距離の狙撃に適しており、有効射程距離は30キロメートルにおよぶとされる。一方で、ガンダム用と射程距離に差はないものの精密射撃が可能なモデルとする資料もあるまた、近接戦闘でも使用される。
ハンドグレネード
脚部ラックに収納される投擲型榴弾。劇中では劇場版『機動戦士ガンダムIII めぐりあい宇宙篇』のア・バオア・クー戦で、要塞突入の際に使用される。
投擲の際は人間が使用する手榴弾同様、マニピュレーターを使用する。
劇中では装備部位は不明であったが、プラモデル『マスターグレード』では脹脛側面の出っ張りに1基ずつ収納できるようになっている。
60mmバルカン砲
頭部に装備する、近接防御用の兵装。ガンダムが装備している物と同じ。
大気圏突入用装備
一部資料ではV作戦で試作された3種のRXシリーズのうち、ガンダムとガンタンクのみ、Bパーツ（下半身）の腰部中央部分に「耐熱フィルムカプセル」があり、大気圏突入能力を持つと設定されているが、ガンキャノンも大気圏突入機能を持つとする文献もある。
その他
初期稿では玩具用として本編とは別に武装がデザインされ、右腕に「キャノンシールド」、両脚に「ポッドミサイル（4連装）」、左肩部に「ヒートジャック」と呼ばれるナイフ状装備、両肩部に「キャノンミサイル」、左手に「ガンナパーム」を装備したフル装備のイメージ画も描かれた。

### 劇中での活躍
テレビ版『機動戦士ガンダム』では、第1話のサイド7のコロニー内にてパーツ状態で初登場。ザクIIによる襲撃に遭い、破壊される。ホワイトベース (WB) の地球降下後の第8話では、サイド7で破壊をまぬがれて搬入されていた1機にカイ・シデンが搭乗して初出撃（なお、カイは第3話でガンタンクを操縦している）。以降はカイがメイン・パイロットを務めるが、第11話ではリュウ・ホセイが搭乗している。第16話では、セイラ・マスが無断でガンダムに搭乗して出撃したため、アムロ・レイが本機に搭乗してアコースのザクIIを撃破したうえ、これまでにない肉弾戦を見せてコズン・グラハムのザクIIを行動不能にし、彼を捕虜にする。第22話では過労で倒れたブライト・ノアに代わって指揮を執るミライ・ヤシマの采配により、アムロとともにハヤト・コバヤシがコア・ファイターで出撃するも、ドップの数の多さに後退して本機に換装する（ミライはガンタンクに換装するよう指示しているが、セイラは本機に換装するよう伝えている。なお、このときカイは対空機銃を担当）。第27話ではベルファストで一時的にカイがWBを降りたため、ハヤトが再搭乗する。宇宙に上がってからはカイが専任になり、ア・バオア・クー攻略戦でエンジンを喪失して同要塞に着底したWBの防衛に当たるが、ザクIIのバズーカの砲撃で右脚を失って横転し、放棄される。
劇場版『機動戦士ガンダムIII めぐりあい宇宙編』では、ジャブローでの装備変更によってガンタンクと入れ替わりにもう1機が配備され、ハヤトが専任となる。識別のため、カイ機の左胸と左脛に "108"、ハヤト機に "109" の機体番号が記される（後述の小説版を踏襲）。ア・バオア・クーでカイ機はテレビ版と同様、ハヤト機は頭部を失って放棄される。同作品ではこの2機のほか、"203" の機体番号が記された「3機目のガンキャノン」が1カットのみ登場するが、パイロットなど詳細は不明。
続編のテレビアニメ『機動戦士Ζガンダム』第13話では、宇宙世紀0087年にハヤトが館長を勤める戦争博物館に本機のレプリカが展示されている。機体番号は、前述の劇場版においてハヤトの搭乗機であった "109" ではなく、最初からWBに搭載されていたカイの "108" であり、テレビ版と劇場版のどちらの延長線上にあっても問題がない描写になっている。漫画『機動戦士Ζガンダム デイアフタートゥモロー ―カイ・シデンのレポートより―』では、ハヤトとフラウ・ボゥの結婚を記念して地球連邦軍から寄贈されたものであるとしている。
『めぐりあい宇宙』に登場した "203" の機体は、漫画『機動戦士ガンダム MSジェネレーション』ではサラミス級巡洋艦の搭載機として、"201" "202" とともに3機で登場。OVA『機動戦士ガンダム戦記 アバンタイトル』にも1機で登場し、エリク・ブランケが搭乗するゲルググを圧倒する動きを見せる。同作品でも同機のパイロットや所属部隊の詳細は設定されていない。
ゲームでは上記以外にも複数の機体が登場する。『機動戦士ガンダム CROSS DIMENSION 0079』のシナリオ「死にゆく者たちへの祈り」では、ゴビ砂漠に基地を構えるアルバトロス輸送中隊に6機が配備されるが、ゲーム開始時点では第2小隊の2機しか残っていない。ボルク・クライ大尉（のちにピクシーに乗り換えサナ・ニマ伍長と交代）とダバ・ソイ軍曹が搭乗するが、ジオン公国軍ウルフ・ガー隊のヘンリー・ブーン大尉が駆るイフリートに撃破される。
ゲーム『ジオニックフロント 機動戦士ガンダム0079』では、エイガー少尉率いる小隊の3機が登場し、公国軍の闇夜のフェンリル隊と交戦する。
ゲーム『機動戦士ガンダム めぐりあい宇宙』のシナリオ「機動戦士ガンダム外伝 宇宙、閃光の果てに…」では、第16独立戦隊旗艦サラブレッドに3機が配備されている。漫画版によれば、パイロットはウェスリー・ナバーロ、ダリル・ボイド、カーク・ウォルバーグ。
雑誌『SD CLUB』No.8-12に連載された漫画『機動戦士ガンダム 英雄伝説』では、宇宙世紀0094年に第二次ネオ・ジオン抗争で行方不明になったアムロを探すカイが、サイド1コロニー「シャングリラ」で、レストアされた本機でヤザン・ゲーブルが駆るギラ・ドーガと交戦する。
テレビアニメ『ガンダム Gのレコンギスタ』では、キャピタル・ガード養成学校の学術研究ライブラリー内にて、「前世紀のクラシック・コレクション」として他の発掘されたMSと一緒に展示されている。

## バリエーション

### RXM-1
メカニックデザイン企画『モビルスーツバリエーション (MSV)』に文字設定のみ登場。「研究用素体モビルスーツ」、「試作素体モビルスーツ」、「テストタイプロボット」、「フルスケールテストタイプビーグル」とも呼ばれる。
ガンタンクの次に試作された、連邦軍初の二脚歩行型MS。回収されたザクのデータや、ジオン公国から亡命した技術者の協力によって開発される。完成度はザクにはおよばないものの、バランサーのテストがおこなわれている。開発時期は、公国軍が地球侵攻作戦を開始した頃とされる。
なお、書籍『「機動戦士ガンダム 第08MS小隊」映画「ミラーズ・リポート」フィルムコミック&OVAシリーズ・ストーリーブック』では、RXシリーズのベースとなったMSとして、開発関係者に「ガンボーイ」という通称で呼ばれる機体が文字設定のみ登場する。鹵獲したザクのデータをフィードバックして試作され、MSの限界性能および制御系のチューニングのテスト運用を経て、V作戦のデータ採取のために2か月後に解体されている。

### ガンキャノン初期型
『MSV』に文字設定のみ登場（型式番号：RX-77-1）。「連邦軍初期型MS」とも呼ばれる。RXM-1の発展型にあたる機体だが、詳細は不明。
また、通常のガンキャノンの型式番号を "RX-77-1" とする資料もいくつかある。

#### ガンキャノンA
メカニックデザイン企画『M-MSV』（「モビルスーツコレクション 大河原邦男MS最新設定集」）で設定された。初出の『SD CLUB』第10号での名称は「ガンキャノン1A」。大河原によれば、サイド7で破壊された1機という設定とのこと。なお、初出資料の解説では通常のガンキャノンの型式番号を "RX-77-1" としている。
ガンキャノンは中距離支援用のため、接近戦用の装備に替わって厚い装甲をもつが、機動性を落とさない範囲で最大の効果をもつものが必要とされ、装甲パターンの変更や武装のオプション化などがテストされている。本機の両肩および左前腕部甲の装甲、両腰の3連ミサイル・ポッドはそのひとつである。

### ガンキャノン重装型
『MSV』で設定され、のちに『機動戦士Ζガンダム』にも登場。『Ζガンダム』の設定書では「ガンキャノンII」と表記されており、放送当時の関連書籍やツクダホビーから発売されたシミュレーションゲームなどでも「ガンキャノンII」の名称で登場している。
中距離支援用MSとしての地位を確立したガンキャノンは、量産型であるジム・キャノンの開発開始後も研究が続けられる。実戦データをもとに、単独行動または同機種編成による集団戦用（砲撃型MS部隊を編成し、通常MS部隊との有機的連携運用を想定）として開発される。ジャブローで数機が製作され、装甲や搭載火器、射撃時の反動の問題などが改良されている。キャノン砲は連射性能や給弾能力が改善され、発射速度が原型機の1.5倍に上昇、威力も向上している。しかし、火薬式であるため依然として射撃時の反動やバランスに多少の問題を抱えている。腰部左側にはグレネード・ラックを装備する。
量産化を前提としているため、コア・ブロック・システムは搭載されていない。ランドセルの出力強化とともにペイロードも増強され、行動半径の拡大が図られるが、重量の増加による基本設計以上の負担が機動性に支障をきたし、生産性の低下も招いている。しかし、本機をもとに量産型ガンキャノンが開発されている。カラーリングは青と白、および濃淡グレーを基調とし、一部がオレンジと赤で塗り分けられている。
劇中での活躍
『Ζ』第12話では、宇宙世紀0087年のジャブローに1機が残されており、エゥーゴの降下作戦に際し防衛に当たる。ジャブロー基地内部で、上方から飛び降りてネモの肩に乗り、蹴飛ばしながら飛び去るという俊敏な動きを見せている。ジムIIなどと同型のビーム・ライフルを携行しており、カラーリングは濃淡シー・ブルーを基調に一部が赤で塗り分けられている。
漫画『機動戦士Ζガンダム Define』では、ジャブロー基地の格納庫にあった本機にカイ・シデンが搭乗し、エゥーゴと合流したのちに放棄される。

#### ガンキャノン重装型（ビーム・キャノン装備）
『MSV』でバストアップのみ（それ以外はアウトライン）設定画が描かれた（型式番号：RX-77-3）。ゲーム『機動戦士ガンダム0079カードビルダー』のトレーディングカードでは、通常の重装型（『MSV』版）と同じカラーリングでイラストが描かれた。
火薬式キャノン砲による射撃時の反動やバランスの問題を完全に解決するため、のちのガンキャノンIIと同型のビーム・キャノンと照準システムに換装したテスト機が製作され、実験がおこなわれている。うち数機はガンキャノンIIに改修されている。
一方で、1988年発行の書籍『MS大全集』シリーズや1989年発行の『ENTERTAINMENT BIBLE』シリーズなどでは、通常のガンキャノン重装型のキャノン砲をビーム・キャノンであるとしている（ただし、スペック表では「240mmキャノン砲」）。戦争終盤に予想された対要塞戦で威力を発揮することが期待されるが、生産コストと戦争の早期終結により数機が生産されるに留まったとされる。戦後もジャブローでテストが続けられ、その成果は同じくビーム・キャノンを装備するジム・キャノンIIに表れているという。

#### ベアキャリア
BEAR CARRIER
書籍『GUNDAM WARS PROJECT Ζ』に作例と設定を掲載（型式番号：RX-77-3B）。初出は月刊『モデルグラフィックス』1986年1月号で、ラフデザインは小田雅弘。
大型化されたキャノン砲2門と給弾システムを内蔵したバックパックを装着しているほか、大型火器を携行する。また、バックパック下部にはキャノン砲発射時の安定に用いられるショット・ギアを装備している。これに腰掛けるような姿勢で砲撃をおこない、対地支援攻撃の際に効果を発揮する。なお、「ベアキャリア」の名は、本機のバックパックが通称「ベア」と呼ばれることに由来する。
一年戦争末期に製作され、実戦投入されるが直後に終戦となり、その後は重火砲型として試験に従事している。

#### ガンキャノン重装型タイプD
メカニックデザイン企画『MSV-R』に登場。
ガンキャノン重装型の機動性能向上のため、ランドセルと脚部にスラスターを増設した改良型。同時に重装甲化もおこなわれており、頭部にガンキャノン量産型と同様のチン・ガードが追加されているほか、肩の増加装甲も同様に上面だけでなく前後面までを覆っており、膝部は通常のガンキャノンのものに差し戻されている。携行火器は通常のガンキャノンと同型のビーム・ライフルやジム・キャノンのバルザック式380ミリロケット・バズーカを使用する。
連邦軍の指示のもと、ロールアウトした重装型の1機から改修され、性能試験で高性能を示し制式採用される。機動性能の向上により戦闘域が拡大し、中距離支援用でありながら白兵戦用に近似する汎用機としての運用が決定。併せて同型機にはなかったシールド（陸戦型ガンダムなどと同型）が標準装備となり、大型火器携行時にはジャンプ時のカウンター・ウェイトとしての装備が義務付けられているようだとされる。しかし、コストの高騰と直後のガンキャノンIIの完成により、少数の生産に留まったと記録される。そのうち1機は、一年戦争後期の北アフリカ戦線で撮影されている。カラーリングは黄色を基調に一部濃淡グレーで塗り分けられており、後述の『MSD』におけるガンキャノン機動試験型および火力試験型と共通する。
作中での活躍
小説『機動戦士ガンダム MSV-R ザ・トラブルメーカーズ』では、一年戦争終結直後の中央アジアの砂漠地帯で憲兵MS部隊所属の1機が登場する。
PS3用ゲーム『機動戦士ガンダム サイドストーリーズ』内のシナリオ「ミッシングリンク」では、第20機械化混成部隊「スレイヴ・レイス」のボマーことマーヴィン・ヘリオットが陸戦型ジムから乗り換える。部隊カラーでもある濃淡グレーの低視認塗装がほどこされている。

### ガンキャノンII
『MSV』で設定された。当時はガンキャノンの「最終型」とされていた。
ガンキャノン重装型の発展型。右肩に出力の安定や生産性が向上したビーム・キャノン、左肩に連動する多目的精密照準システム（自動照準ユニットとも）を装備し、高度な遠距離砲撃が可能となっている。キャノン砲は1門になっているが、連射が可能。ビーム砲の採用により機体設計に余裕が生まれ、重量の軽減とスラスターの強化により短距離のジャンプ飛行が可能となっている。
大戦末期に奪還・復興されたキャリフォルニアベースで完成し、若干機が実用テストを兼ねて北米大陸で実戦参加している。カラーリングは黒とライト・グレーを基調に、一部が緑と黄色で塗り分けられている。
作中での活躍
書籍『機動戦士ガンダム 戦略戦術大図鑑 一年戦争全記録』によれば、11月30日のジャブロー防衛戦に試作の1機が出撃するも、反応炉の出力ダウンから敵との交戦を前に後退を余儀なくされている。
漫画『機動戦士ガンダム オレら連邦愚連隊』では、V作戦機で確立された近接戦、中距離支援、遠距離攻撃の部隊戦術を量産機で実戦運用し、データ収集を行うV作戦評価試験部隊「スレイプニール」に配備されており、カート・ワーグ中尉が搭乗する。ネメシス隊とともに連邦陸軍のピクシーと交戦するが、返り討ちに遭い大破する。標準塗装と異なりトリコロールに塗装されている。
漫画版『機動戦士ガンダム ミッシングリンク』では、サラ・シャノン機をはじめとしてグレイヴ艦隊にも少数配備されている。うち1機はボマーに奪取される。

### 量産型ガンキャノン
OVA『機動戦士ガンダム0080 ポケットの中の戦争』に登場。
名称は資料によって「ガンキャノン量産型」とされることもある。また、型式番号がRXナンバーであることから、正確には量産型ではないとして「ガンキャノン量産検討機」「量産先行試作機」または「量産検討モデル機」とする資料もある。事実、量産型と銘打ってはいるものの少数の生産に留まり、以後「ガンキャノン」名称の機体は開発の系譜が一旦途切れることとなった。実際の中距離支援機としては、圧倒的な製造数を誇る主力量産機、ジムとの共用パーツが多く量産コストに優れるジム・キャノンが量産された。
ガンキャノンの量産型として開発された機体。コア・ブロック・システムを廃止し、後期生産型ジムのパーツを多く使用し、装甲材質はチタン合金セラミック複合材に変更するなど、生産性を重視したコストダウンが図られている。しかし、装甲自体は非常に厚く、カタログスペックでもガンキャノンを凌ぐ。コストダウンと共にガンキャノンの実戦運用で得たノウハウが投入され、姿勢制御スラスターの増設によって宇宙空間での機動性が向上している。
両肩の240mmキャノン砲は、伸縮してバックパックに収納されることによって、近接戦闘の際に障害にならないよう配慮されている。また、臀部にスタビライズド・ギアと呼ばれるジム・キャノンIIの装備とほぼ同型のアウトリガー・ジャッキを備え、キャノン砲発射時に接地させることで射撃精度を向上させることができる。
劇中での活躍
『0080』第4話では、ケンプファーの進撃を止めるべく、ペガサス級強襲揚陸艦「グレイファントム」からスカーレット隊所属機2機が出撃。降下中に1機が撃破され、（同一の機体かは不明だが）市街地に墜落し大きな被害を出している。また、この交戦の結果を原因として、ジム・キャノンの上位機種である本機の量産計画を破棄したとする文献もある。
OVA『機動戦士SDガンダムMk-IV』に収録されている「夢のマロン社「宇宙の旅」」では、ジャブロー攻略戦の際に左脚部に「108」とマーキングされた機体が（SDではなく通常の体型で）登場し、前屈みになって両肩のキャノン砲を打つ描写が見られる。
漫画『機動戦士ガンダム0079』では、迷彩を施された機体がジャブロー防衛戦に相当数登場し、ジム、量産型ガンタンクと共に迎撃に出動している。
専用機が存在しており、漫画『GUNDAM LEGACY』では、アフリカ戦線にてMSパイロットに転向したばかりの「踊る黒い死神」ことリド・ウォルフ少佐がMSキャリアー・ライトライナーへ搭載した本機に搭乗。彼のパーソナルカラーである黒に塗装されていた。他にもゲーム『機動戦士ガンダム外伝 コロニーの落ちた地で…』での、オーストラリア反攻作戦で活躍したホワイト・ディンゴ隊機（灰色に塗装）や、漫画『機動戦士ガンダム オレら連邦愚連隊』での、北米戦線で活躍した教導団ネメシス機（ダークブルーに塗装）が登場。

#### ガンキャノン量産型改
PCゲーム『機動戦士ガンダム リターン・オブ・ジオン』に登場（型式番号：RX-77D-2）。
量産型ガンキャノンの後期バージョンを基にした陸戦用MS。少数が量産され、機動性を除く性能がジム・キャノンIIを大きく上回っているためか、宇宙世紀0089年でもアフリカなどで現役で使用されている。

#### 量産型ガンキャノンII
スマートフォンゲームアプリ『機動戦士ガンダム U.C. ENGAGE』に登場するゲームオリジナルMS（型式番号：RX-77D-4）。
ジム・キャノンIIの対抗馬として用意され、基本性能底上げのため高性能なジム・スナイパーIIをベースとする。バックパック左側にガンキャノンIIと同様のビーム・キャノン、右側に大型レドーム、両前腕部甲にEパック方式のシールド一体型2連ビーム・キャノンを装備する。しかしコンペの結果、次世代中距離支援機の座はジム・キャノンIIに譲り、量産検討機に終わる。カラーリングはジムを踏襲した白と赤を基調とする。

### 陸戦型ガンキャノン
才谷ウメタロウ作画による漫画『機動戦士ガンダム GROND ZERO コロニーの落ちた地で-RISE FROM THE ASHES-』に登場。

RX-77の余剰パーツをもとに生産された陸戦仕様機。RX-78の余剰パーツで生産された陸戦型ガンダムと同様に、コア・ブロック・システムの省略と性能均一化のためのリミッターが設定されている。また、補修パーツが少なく整備が困難な点も同様で、ジム・キャノンや量産型ガンキャノンが配備されるまでのつなぎとして運用される。オーストラリア戦線に配備された機体は、亜熱帯や水中戦に対応した改修が施されている。

### ガンキャノン港湾防衛タイプ
雑誌企画『機動戦士ガンダム第08MS小隊外伝 TRIVIAL OPERATION』に登場。
港湾施設の防衛を目的として改修が加えられたガンキャノン。右肩部のキャノン砲は8連装の対潜魚雷に換装され、これを沿岸から水中の目標へ発射する。携行武装は陸戦型ジムなどと同型の100mmマシンガン。塗装は青とグレーを基調としたものを採用している。
連邦軍に奪回されたカリフォルニア・ベースの守備隊にジム可潜タイプとともに配備されており、カリフォルニア・ベース再奪取作戦に参加したジオン軍大西洋艦隊所属のゴッグ2機と交戦している。

## 小説版におけるガンキャノン
富野由悠季による小説『機動戦士ガンダム』に登場する機体はテレビアニメ版とほぼ同じであるが、頭頂高はほかのMSと同様に約16メートルに小型化され、左手にはガンダムと同じシールドを携帯する。装甲が厚くパイロットの生存性が高そうに見えることから、最初はアムロもガンダムではなくこのガンキャノンへの搭乗を希望する。
カイ・シデンとハヤト・コバヤシが搭乗し、胸部左と左頸部には機体識別用に「108」（カイ機）「109」（ハヤト機）のマーキングがあるが、このアイデアは劇場版第3作の設定の原典となった。
当初運用されていたガンキャノン2機のうち1機は、テキサスゾーンでリュウ・ホセイが搭乗して出撃するも未帰還となっている。ハヤトの109は劇場版同様に追加配備である。
ハヤト機はニュータイプ部隊との交戦でシャア・アズナブルのリック・ドムに撃墜されるが、カイ機はこの戦いを生き延び、最後はキシリアに協力してシャアのニュータイプ部隊とともにジオン本国を強襲。キシリアによるギレンの殺害とシャアによるキシリア殺害を見届けた後、ジオン共和国軍に接収される。

## 『機動戦士ガンダム THE ORIGIN』におけるガンキャノン

### ガンキャノン（THE ORIGIN前期型）
漫画『機動戦士ガンダム THE ORIGIN』の前半に登場するガンキャノンは、原作版とは設定や外観の一部に違いが見られる（型式番号：RX-77 / RX-77-01）。メカニックデザインは大河原邦男。なお、名称の「前期型」は便宜的なものである。
公国軍のMS-04という武装を携行する人型兵器の情報を入手した連邦軍が、その対抗兵器として開発を開始する。しかし、公国軍のMSが主力兵器と位置付けられているのに対し、連邦軍ではあくまで主力兵器は艦艇であり、本機はガンタンクの人型兵器化としてしか捉えられていないため、対MS戦は重視されていない。そのため、ザク (I) と同時期の完成でありながら運用思想的・戦力的に劣るものとなっている。そこで、中距離火力支援機としての機能に特化し、母艦の防衛やのちに開発される主力兵器たるMSのサポートをおこなう機体となることで、連邦軍初の制式採用MSとなる。開戦以前にかなりの数が生産されるが、ザクIIの前にはほとんど歯が立たない。
原作版とのおもな相違点は、マニピュレーターが3本指になっており、ビーム・ライフルの形状も異なる。頭頂部にはガンダムと同様にカメラが追加され、後頭部の2本のアンテナも側頭部に移動された。低反動キャノン砲は後方に延伸され、下部にバナナ型の弾倉を接続する。
作中での活躍
WBには3機が搭載されており、ガンタンク1機とともにシャアのムサイに補給中のパプアを急襲して撃沈に成功する。コード・ナンバー02にはジョブ・ジョン、03にはカイが搭乗、ふたりは地球降下後もメイン・パイロットを務める。アムロ不在時のランバ・ラル隊との戦闘で、ダニエル・シェーンベルグの搭乗する機体が撃破される（ダニーは脱出）。カイとジョブの機体も大破したため、使える部分を寄せ集めて1機として再生され、ラル隊残党との戦闘でジョブが搭乗する。
漫画『機動戦士ガンダム THE ORIGIN MSD ククルス・ドアンの島』では複数（少なくとも4機）が登場し、ジム・ガードカスタムとともにジャブローに侵入してきたザクIIの部隊を返り討ちにする。
キャノンザク
鹵獲したコズン・グラハムのザクIIの胴体に、大破したカイのガンキャノンの頭部を強引に取り付けた機体。名称は作中のカイの台詞によるが、『公式ガイドブック』では「ザクキャノン」としている。名に反してキャノン砲は装備されておらず、ビーム・ライフルを携行する。シールドと胸部に連邦軍のマークを付けている。ラル隊残党との戦闘でカイが搭乗し、マゼラアタック1両を撃破するが、タチのザクIにヒート・ホークで頭部を破壊される。そのまま、爆薬を満載してWBに特攻しようとするギャロップをガンダムらとともに押し戻す。その後は登場しない。

#### ガンキャノン最初期型
漫画（過去編）・アニメ版に登場。アナハイム・エレクトロニクス社でテム・レイのもとに開発された連邦軍初の量産型二足歩行機動兵器。名称はアニメ版によるが、漫画版で1号機は「機動兵器RX77型 量産一号機」とされる。
ロールアウトした1号機は白を基調に塗装されている。のちのガンキャノンと異なり、キャノンは左肩に1基装備され、右肩には小型のガトリング砲が装備されている。手にはライフル（ジム改の90mmブルパップ・マシンガンと同形状）を携行する。アナハイムや連邦軍のMSに対する認識の甘さから、もっぱら歩兵や軍用車両の掃討を想定した設計であり、対MS戦はほとんど考慮されていない。テムはこの機体にまったく満足しておらず、「これはMSと呼べるものではない」とまで言い切る。
一年戦争開戦以前のミノフスキー博士亡命事件では、「鉄騎兵中隊」に12機が配備されている。塗装はブルー・グレーを基調とし、隊長のエルドゥシュ中尉機は機体番号のマーキングが白から白フチの赤に変更されている。月面にてブグ1機とザクI 4機の部隊と交戦するが、一矢も報いることができずに全滅させられたうえ、ミノフスキー博士も攻撃の影響で倒れ込んできた本機の下敷きになり死亡する。この「スミス海の虐殺」事件で、アナハイム社はジオニック社に対するMS技術や設計思想の遅れを認識させられ、テムは対MS戦に主眼を置いた新型MS「ガンダム」の開発に着手する。

#### ガンキャノン機動試験型
『Mobile Suit Discovery（MSD）』で設定された。
ロールアウトした最初期型を引き継ぐ形で、評価試験用に製作された試作機のひとつ。機動性能や追加装備の採用の検討を目的とする。両肩にガトリング砲が装備され、頭部にはガンダムに似た、高精度の探索が可能なV字型アンテナを持つ。手にはジオン公国軍の試作MSと同じ八洲重工製のマシンガン（陸戦型ガンダムの100mmマシンガンと同形状）を携行する。塗装はオレンジ・イエローを基調とする。

#### ガンキャノン火力試験型
『MSD』で設定された。
機動試験型に続いて製作された機体で、長距離支援および対地・対空戦闘用装備のテストが実施されている。両肩の大口径砲と右前腕部の4連装機関砲は、ガンタンク初期型と同型の装備である。コクピットもガンタンク同様、腹部のほかに砲手用のものが頭部に増設されている。しかし本機では大口径砲の発射時の反動を抑えきれず、命中率が著しく低下することが判明する。塗装は機動試験型と同じオレンジ・イエロー。

### ガンキャノン（THE ORIGIN後期型）
前期型はジムからの技術的フィードバックを受け、大戦中に幾度かのバージョンアップがほどこされる（型式番号：RX-77-01）。名称の「後期型」は便宜的なものである。
WB搭載機もベルファストで現行型に改修され、頭部はカメラ・システムを合理化した新型に換装、マニピュレーターも5本指にあらためられる。装甲材質も強化され、支援任務の特化を目指した専用兵装としてスプレー・ミサイル・ランチャー (SML) と強化型ビーム・ライフルを受領する。
これにより、外観は原作版に近いものとなったが、キャノン砲は前期型と変わっていない。
作中での活躍
WB搭載機に先駆けて、現行型がクスコでのWB支援のためガンペリー3機から少なくとも4機が降下して戦闘をおこなっている。ガンダムと同型のシールドと、ジムIIのものに似たビーム・ライフルを携行する。
WB搭載機はベルファストで1機がSML装備で初登場、カイが搭乗してカラハのゴッグのコクピットをビーム・ライフルで撃ち抜く。オデッサ戦ではカイ機ほか1機がビッグ・トレー級陸上戦艦「モルトケ」の護衛に参加。宇宙に上がった直後のキャメル艦隊との戦闘では3機が出撃、カイ、ダニー、そしてガンタンクから乗り換えたハヤトが搭乗する。ケーブルでWBから離れないように繋がれ、防衛に当たる。テキサス・コロニーでの戦闘以降は、スラスターがランドセル（2基）と足裏に追加されて宇宙空間での航行が可能となる。また、このときのみ原作劇場版と同様に右胸に機体番号が確認できる。シン (101)、ジョブ (102)、ダニー (103)、カイ (104) が搭乗、うち101と103はブラウ・ブロに撃破される（シンは脱出）。ア・バオア・クー攻略戦ではジョブの機体にハヤトが搭乗し（SML装備）、カイとともに出撃。最後はア・バオア・クー内部でセイラ・マスを救出したのち、WBクルーのスペース・ランチを護衛しつつ撤退に成功する。

#### ガンキャノン（ククルス・ドアンの島版）
『THE ORIGIN』の設定に準拠した劇場アニメ『機動戦士ガンダム ククルス・ドアンの島』に登場。外観は後期型を踏襲しているが、同作品は時系列的にベルファストへ向かう直前であり、従来の『THE ORIGIN』の設定とは異なる。また、型式番号も従来設定と異なり更新されている。
劇中での活躍
アレグランサ島の残置諜者掃討の任を受け、カイが搭乗しガンダムとともにガンペリーで運ばれ島に上陸。ガンダムが音信不通となるが、落雷による機器故障を避けるため撤収。4日後、ハヤトが搭乗する機体（SML装備）もガンペリーに搭載され、ガンダム捜索に向かう。島で公国軍サザンクロス隊の高機動型ザク（地上用）と遭遇戦となり、ハヤト機は砲撃（小説版によればダナン・ラシカ機から）を受け撃破されるが、直前にハヤトは脱出。カイ機もエグバ・アトラー機に両脚を切断され窮地におちいるが、ドアン専用ザクの出現により救われる。なお、機体番号はカイ機が『THE ORIGIN』を踏襲した "104"、ハヤト機は原作劇場版を踏襲した "109" となっている。

## 『機動戦士ガンダム サンダーボルト』におけるガンキャノン
漫画およびOVA『機動戦士ガンダム サンダーボルト』に登場するガンキャノンは、基本的に原作版を踏襲しているが、キャノン砲はジムキャノンと同様に機体本体ではなくバックパックに装備されている。サブアームはバックパック背面側に1基。頭部には追加装甲が増設されている。原典機同様にコア・ブロック・システムに対応しているが、コア・ファイターはジムと同型である。
原作版よりはるかに量産化され、普及しているようであり、ムーア同胞団では新兵が乗っている機体も少数ながら存在する。
0080年のルナツー基地の守備隊に配備されている機体は、頭部がジム改とジム・キャノンIIの中間的なデザインとなっている。

### ガンキャノン・アクア
漫画およびOVA『機動戦士ガンダム サンダーボルト』に登場（型式番号：RX-77AQ）。パイロットはビアンカ・カーライル。
ガンキャノンの水中型で、注排水口を各所に増設した潜水仕様となっている。水中戦用にニードルガンや魚雷を搭載しているなど武装に違いが見られ、任務ごとに仕様変更が可能。漫画版の塗装はガンキャノンを踏襲した赤を基調とするが、アニメ版では青となっているほか、関節の形状や頭部アンテナの本数など細部が変更されている。

### ブルG
漫画『機動戦士ガンダム サンダーボルト』に登場（型式番号：RX-77-4BG）。デザイン協力は桜 水樹。
一年戦争後にアナハイム・エレクトロニクス社が開発した試作MS。高出力・重武装によるフルアーマー・タイプであり、次期主力MSの有力候補のひとつ。もともとはガンキャノンIIの試作発展機であり、当初の頭部はジム・キャノンIIと同型であるが、のちにツイン・アイとV字アンテナもつガンダム・タイプに変更される。両肩に6連装ミサイル・ランチャーを内蔵、部位は不明だがビーム・サーベルも装備。塗装はライト・グレーと薄紫を基調に一部が黄色で塗られている。
評価試験のため1機がサム・シェパード中尉をテスト・パイロットとしてルナツーに配備されるが、南洋同盟のパーフェクト・ガンダムが侵入してきたため、右手にハイパー・バズーカ、左手に2連キャノン砲、バックパックのサブ・アームにシールド2基とビーム・ライフルを装備してジム・キャノンII 2機とともに出撃。ミサイル・ランチャーから特殊ポリマーを発射して機動力を低下させて追い詰めるが、ルナツーに秘匿されていたMA ブラウ・ブロと合体した敵機の前に歯が立たず、取り逃がす。

## 『機動戦士ガンダムGQuuuuuuX』におけるガンキャノン
「一年戦争でジオン軍が連邦軍に勝利した」というパラレルワールドが舞台の『機動戦士Gundam GQuuuuuuX（ジークアクス）』では、RX-78 ガンダムとの互換を意識したデザインが取り入れられ、両肩の砲は実弾ではなくビーム砲、ガンダムと同じく手持ちのシールドを装備するといった特徴をもつ（型式番号：RX-77）。『ファースト』とは異なり名のあるパイロットは搭乗せず、シャアに奪われたガンダムを迎撃するも返り討ちに遭う場面が描かれる。本作では、このガンキャノン対ガンダムの戦いが「宇宙世紀史上初のMS同士の実戦」とされている。
ガンダムの鹵獲によって、開発が頓挫したジムの代替機として軽キャノン（ライトタイプ・ガンキャノン）（型式番号：RGM-79）が量産化され、こちらは劇中のエース級パイロットたちによって高い戦果を上げる。

## その他の関連機
RGC-80 ジム・キャノン
ジムのバリエーションではなく、あくまでガンキャノンの量産型として開発されたMS。
MSA-005K ガンキャノン・ディテクター
ガンキャノンの名前を持つメタス系MS。
RIX-003 キャノンガン
ベースはジェガンだが、ガンキャノンを意識したカスタマイズが多く施されている。
パンツァーガンキャノン
PCゲーム『SDガンダムウォーズ』に登場するアースサイド軍所属のゲームオリジナルMS。ビーム・ライフルやバルカンのほか、400mm無反動砲2門を肩に装備する機体で、ジェガン系に近い機体形状となっている。
スピリットガンキャノン
PCゲーム『SDガンダムウォーズ』に登場したアースサイド軍所属のゲームオリジナルMS。ガンキャノン系MSの最終発展型の一つ。武装は400mmバズーカとビーム・キャノン。
ダミーメカ
プラモデル「SDガンダム BB戦士」の「No.25 ガンキャノン」および「SDガンダム Gジェネレーション」の「No.16 RX-77 ガンキャノン（フル装備型）」に付属するオリジナルMS。ガンキャノンを簡略化したような形状の機体で、頭部には大型のモノアイを有する。武装はガンキャノンと同様だが、ガンキャノンIIと同仕様のダミーメカ・ヘビーウェポンタイプに装備を換装することも可能。